# Staatz
Staatz är en kommun i Österrike. Den ligger i distriktet Mistelbach i förbundslandet Niederösterreich. Huvudorten 	Staatz-Kautendorf ligger 50 km norr om huvudstaden Wien. På berget Staatzer Klippe vid ortsdelen Staatz finns en borg som varit en ruin sedan svenska styrkor förstörde den 1645 under trettioåriga kriget.
Kommunen består av sex orter (Ortschaften) (inom parentes invånarantal 1 januari 2024):

- Ameis (326)
- Enzersdorf bei Staatz (348)
- Ernsdorf bei Staatz (163)
- Waltersdorf bei Staatz (159)
- Wultendorf (368)
- Staatz-Kautendorf (572)